# Liste von Schiffen mit dem Namen Havel
Havel ist ein mehrfach genutzter Name von Schiffen bzw. Bestandteil von Schiffsnamen.
Die Havel ist ein Fließgewässer im Nordosten Deutschlands und mit 334 Kilometern Länge der längste rechtsseitige Nebenfluss der Elbe.

## Schiffsliste
| Bezeichnung  | Schiffsart                       | Klasse / Typ                        | Baujahr | Bauwerft                                          | Eigner                                                                       | Dienstzeit                      | Verbleib                               | Bild |
| ------------ | -------------------------------- | ----------------------------------- | ------- | ------------------------------------------------- | ---------------------------------------------------------------------------- | ------------------------------- | -------------------------------------- | ---- |
| Havel        | Dampfschiff                      | Seitenraddampfer                    | 1838    | Schiffswerft J. W. Klawitter Danzig               | Vereinigte Sächsisch-Böhmische Dampfschiffahrt                               | 1838–1857                       | abgebrochen                            |      |
| Havel        | Dampfschiff                      | Flüsse-Klasse                       | 1891    | AG Vulcan Stettin                                 | Norddeutscher Lloyd                                                          | ab 1891                         | 1898 verkauft, unbekannt               |      |
| Havel        | Frachtschiff                     |                                     | 1928    | Schichau-Werke, Danzig                            | Norddeutscher Lloyd                                                          | 9. März 1928–1943               | 30. März 1943 westlich Island versenkt |      |
| Old Havelfee | Fahrgastschiff                   | Tagesausflugsschiff                 | 1940    | Exquisit Werft – Vierarm & Zugbaum, Wildau        | Axel Otto Schiffscharter Otto & Söhne Reederei SOS, Brandenburg an der Havel | ab 1940                         | in Fahrt                               |      |
| Havelfee     | Fahrgastschiff                   | Tagesausflugsschiff                 | 1952    | Teltow-Werft                                      | Reederei Röding, Sylvia Ritzka, Brandenburg an der Havel                     | ab 1952                         | in Fahrt                               |      |
| Havelstein   | Trockenfrachter                  | Weserstein-Klasse                   | 1954    | Deutsche Werft, Hamburg                           | Norddeutscher Lloyd                                                          | 1954–1984                       | Ab 25. August 1984 Abbruch in Xingang  |      |
| Havel        | Fischkutter                      | Typ 26,5 – Meter – Kutter           | 1956    | Volkswerft Stralsund                              | ehemals VEB Fischfang Saßnitz,                                               | ab 1957–1990 als SAS 274        | Fischerei und Hafenmuseum Sassnitz     |      |
| Havel        | Frachtschiff                     | Trockenfrachter                     | 1958    | Langesund mekaniske verksted, Langesund, Norwegen | Deutsche Seereederei Rostock                                                 | 10. Juli 1958 bis 28. Dez. 1987 | Abbruch Gadani                         |      |
| Havelstern   | Fahrgastschiff (Binnen)          | Tagesausflugsschiff                 | 1969    | Büsching & Rosemeier, Uffeln                      | Stern und Kreisschiffahrt                                                    | ab 8. Mai 1969                  | in Fahrt                               |      |
| Havel        | Fahrgastschiff                   | Binnenfahrgastschiff (BiFa) Typ III | 1980    | Yachtwerft Berlin                                 | Reederei Kutzker, Grünheide                                                  | ab 1980                         | in Fahrt                               |      |
| Havelland    | Fahrgastschiff (Binnen)          | Tagesausflugsschiff                 | 1985    | Schiffswerft Schmidt, Oberwinter                  | Reederei Werner Triebler, Berlin                                             | ab 1985                         | in Fahrt                               |      |
| Havelland    | Containerschiff                  | Äquator                             | 1987    | Neptun Werft                                      | Deutsche Seereederei Rostock                                                 | ab 1987                         | in Fahrt                               |      |
| Havel Queen  | Fahrgastschiff (Binnen)          | Tagesausflugsschiff                 | 1988    | Deutsche Industriewerke, Berlin-Spandau           | Stern und Kreisschiffahrt                                                    | ab 1988                         | in Fahrt                               |      |
| Havelstern   | Produkten- und Chemikalientanker | Rigel COT 20                        | 1994    | MTW Schiffswerft                                  | Rigel Schifffahrt, Bremen                                                    | ab 1994                         | in Fahrt                               |      |
| Havel        | Schubboot                        | Arbeitsboot Typ Spatz               | 2001    | Schiffswerft Hermann Barthel, Derben              | Wasserstraßen- und Schifffahrtsamt Spree-Havel, ABZ Rathenow                 | ab 2001                         | in Fahrt                               |      |
| Wehr Havel   | Containerschiff                  | Warnow CV 2500                      | 2002    | Kvaerner Warnow Werft                             | Reederei Oskar Wehr                                                          | ab 2002                         | in Fahrt                               |      |